# Buławkowate
Buławkowate (Clavariadelphaceae Corner) – rodzina grzybów należąca do rzędu siatkolistkowców (Gomphales).

## Charakterystyka
Grzyby przeważnie o maczugowatym owocniku, który może być bardzo mały, ale może też osiągać długość do 30 cm. Niektóre gatunki posiadają sklerotę. Rosną na nagiej ziemi, na opadłych gałązkach drzew, na martwych, ale także na żywych roślinach zielnych

## Systematyka
Pozycja w klasyfikacji według Index Fungorum: Gomphales, Phallomycetidae, Agaricomycetes, Agaricomycotina, Basidiomycota, Fungi.
Rodzaje:
- Beenakia D.A. Reid 1956
- Clavariadelphus Donk 1933 – buławka

Polskie nazwy na podstawie pracy Władysława Wojewody z 2003 r.